# Đồng Văn, Thanh Chương
Đồng Văn là một xã cũ thuộc huyện Thanh Chương, tỉnh Nghệ An, Việt Nam.
Xã Đồng Văn có diện tích 8,1 km², dân số năm 1999 là 7816 người, mật độ dân số đạt 965 người/km².
Theo Nghị quyết số 1678/NQ-UBTVQH15 năm 2025, giải thể huyện Thanh Chương, sáp nhập các xã Đồng Văn, Thanh Ngọc, Thanh Phong và Đại Đồng thành xã Đại Đồng mới trực thuộc tỉnh Nghệ An.